# Фонд Макартуров
Фонд Ма̀ка́ртуров — один из крупнейших благотворительных фондов США, основан в 1970 году.

## История
Фонд Джона и Кэтрин Макартур является одним из самых крупных фондов в США, несмотря на то, что он поддерживается исключительно неприбыльными организациями. Фонд ведёт активную деятельность в 60 странах мира и с 1978 года успел профинансировать проекты на сумму более 5,5 млрд долларов США.
В 1979—1981 годах сын Джона Макартура Родерик, который был в плохих отношениях с отцом из-за расхождения в идеологических взглядах, судился с директорами фонда, обвиняя восемь директоров в финансовых злоупотреблениях. К 1981 году большинство директоров было заменено на ставленников Родерика и поддерживало его либеральные взгляды, что привело к созданию «одного из столпов либерального филантропического истеблишмента» (англ. Martin Morse Wooster).
Летом 2015 года в России, в соответствии с законом о «нежелательных организациях», Фонд Макартуров вошёл в «патриотический стоп-лист», который был разработан в Совете Федерации для подачи в Генеральную прокуратуру Российской Федерации. Организация приняла решение прекратить работу в России из-за невозможности организации эффективной работы иностранных благотворительных фондов после принятия этого закона и закона об «иностранных агентах».